# Acervo arquivístico da Hospedaria de Imigrantes
O acervo arquivístico da Hospedaria de Imigrantes é um conjunto documental sobre o período de funcionamento da antiga instituição (1888-1978). Ele foi tombado pelo CONDEPHAAT, junto com o prédio, em 1982. Entre 1998 e 2010, esse acervo esteve sob guarda do Memorial do Imigrante. Porém, com o fechamento da instituição para restauro, o arquivo foi transferido para o Arquivo Público do Estado de São Paulo, onde permanece até os dias atuais.

## Conjunto documental
O primeiro desses grupos é composto pelos Livros de Registro da Hospedaria de Imigrantes do Brás e do Bom Retiro, cujo recorte temporal vai de 1882 a 1958. Os mais de cem livros contém informações sobre a chegada de inúmeros (i)migrantes, como nome, idade, nacionalidade, cidade de destino, estado civil etc. Outro grupo refere-se às Listas de Bordo dos navios que desembarcaram no porto de Santos, que contém, por sua vez, listas nominais de passageiros e possivelmente outras informações semelhantes àquelas encontradas nos Livros de Registro. A maior parte deste material foi produzida entre os anos de 1900 e 1950.
Há ainda outros tipos de documentos, como as Cartas de Chamada, que declaravam uma garantia de auxílio ao imigrante por parte de outra pessoa já aqui estabelecida, os Requerimentos SACOP - documentos de solicitação de restituição das despesas de transporte dos imigrantes até sua chegada ao Brasil. Também são encontrados plantas de Núcleos Coloniais, cartazes, fotografias produzidas em decorrência das atividades da Hospedaria e processos administrativos da antiga Secretaria de Agricultura, Comércio e Agricultura, referentes ao Serviço de Imigração, Terras e Colonização. Há documentos, em menor quantidade, da Delegacia do Interior e do Comitê Intergovernamental da Imigração Europeia, criado em 1956 para amparar a chegada de migrantes no pós Segunda Guerra Mundial.

## Acesso ao acervo
Atualmente, grande parte desses documentos foi digitalizada e está disponível para acesso no site do Museu da Imigração e do Arquivo Público do Estado de São Paulo. A riqueza desse conjunto documental faz do acervo arquivístico do Museu da Imigração uma importante referência para os estudos dos deslocamentos populacionais e da história de São Paulo.